# A. J. Finn
Daniel Mallory (nascido em 1979) é um autor norte-americano que escreve ficção policial e thriller psicológico sob o nome de A. J. Finn. Seu romance de 2018, A mulher na janela, foi um sucesso comercial, que recebeu críticas positivas.
O romance foi traduzido para mais de 40 idiomas e vendeu milhões de cópias em todo o mundo. Ele estreou em primeiro lugar na lista dos mais vendidos do New York Times e na lista do Times (Reino Unido).
A mulher na janela foi adaptado para um longa-metragem de mesmo nome, dirigido por Joe Wright e estrelado por Amy Adams, Julianne Moore e Gary Oldman. Também serviu de inspiração para a série de 2022 da Netflix,The Woman in the House Across the Street from the Girl in the Window, com Kristen Bell.

## Infância e educação
Mallory nasceu em Nova Iorque e se mudou com a família para Charlotte, Carolina do Norte, onde frequentou a Charlotte Latin School. Ele estudou na Duke University, onde se formou em Inglês e atuou. Posteriormente, frequentou a Universidade de Oxford durante seu primeiro ano e retornou a Oxford para fazer pós-graduação.

## Carreira
Antes de se tornar romancista, Mallory trabalhou no mercado editorial em Nova York e Londres por vários anos, inclusive na Little, Brown and Company e na William Morrow and Company, uma divisão da HarperCollins. Ele é representado por Jennifer Joel da CAA nos Estados Unidos e Felicity Blunt da Curtis Brown no Reino Unido.
Mallory escreveu Uma mulher na janela, seu primeiro romance, em 2015, enquanto morava em Nova York. O romance estreou em janeiro de 2018 como número um na lista de mais vendidos do New York Times. O romance foi posteriormente adaptado para um longa-metragem dirigido por Joe Wright com roteiro de Tracy Letts .
O segundo romance de Mallory, End of Story, foi lançado em fevereiro de 2024. Foi descrito como um suspense ambientado em São Francisco sobre uma jovem que escreve a biografia de um célebre escritor policial.
Desde o sucesso de Uma mulher na janela, Mallory tem palestrado em festivais literários, incluindo Iceland Noir, Hamptons Whodunit, Sharjah International Book Fair, Festival de Literatura de Jaipur, Christchurch, e outros.

### A Mulher na Janela(romance)
A Mulher na Janela mostra a vida da Dra. Anna Fox, que sofre de agorafobia e vive uma vida reclusa em sua grande casa na cidade de Nova York, onde um dia ela testemunha um assassinato do outro lado da rua. O romance trata de temas de solidão, isolamento, culpa, tristeza e resiliência. Em uma crítica na New Yorker, Joyce Carrol Oates elogiou o livro de "superior" e "altamente bem-sucedido". Já o Globe and Mail o chamou de "um romance inteligente de suspense psicológico". Janet Maslin, no New York Times, disse: "Um livro tão tortuoso quanto este romance irá encantar qualquer um que tenha se decepcionado com muita frequência... Para os aficionados radicais dos mistérios lógicos clássicos, este livro inclui algumas delícias especiais." O livro foi selecionado para o British Book Awards 2019 na categoria "Crime & Thriller".
Um longa-metragem estrelado por Amy Adams, Gary Oldman, Anthony Mackie, Fred Hechinger, Wyatt Russell, Brian Tyree Henry, Jennifer Jason Leigh e Julianne Moore, e dirigido por Joe Wright, com roteiro de Tracy Letts foi adaptado do livro. O filme foi originalmente programado para lançamento nos cinemas em 15 de maio de 2020, mas devido à pandemia de COVID-19 foi vendido para a Netflix, que começou a exibi-lo em 14 de maio de 2021.
A Time descreveu como um "suspense psicológico de bom gosto". Enquanto o Hollywood Reporter descreveu o filme como uma "diversão neogótica com uma forte atuação central", cujo "protagonista caseiro tornou-se muito mais compreensível para o público".

### End of Story(romance)

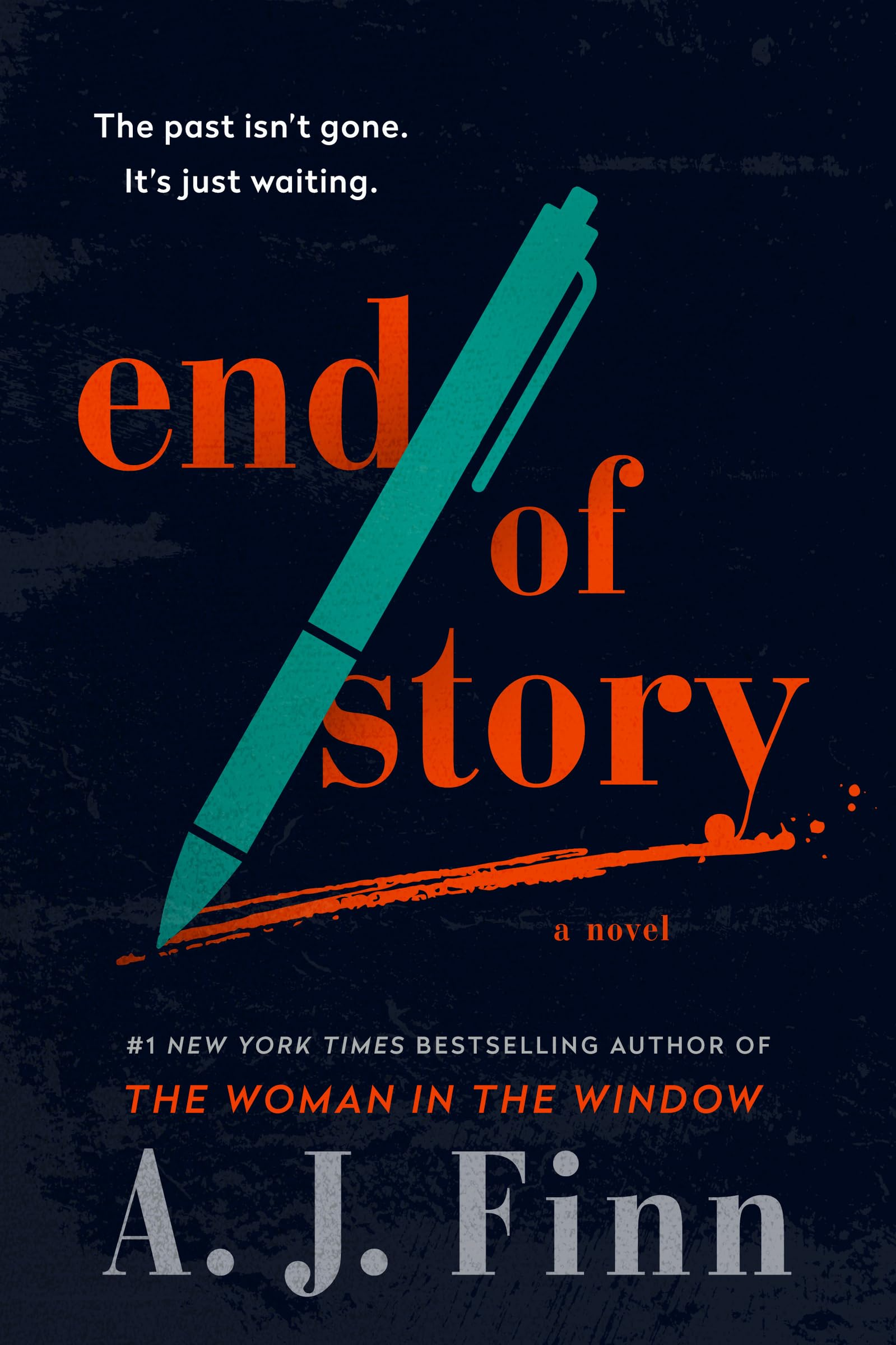
End of Story (2024)

End of Story, o segundo romance de AJ Finn, foi lançado em 20 de fevereiro de 2024. Ambientado em São Francisco, é um suspense sobre uma jovem que escreve a biografia de um célebre escritor policial.
De acordo com a editora HarperCollins, End of Story é "parte Entre Facas e Segredos, parte Agatha Christie ... mas totalmente diferente de tudo que você já leu". A arte da capa, lançada em julho de 2023, traz o mensagem "o passado não se foi, está apenas esperando".

### Estilo e influências
A J Finn citou o clássico filmes noir e a ficção de suspense como suas influências. Ele compartilhou que A mulher na janela tem inspirações de Janela Indiscreta (1954), de Alfred Hitchcock, e foi influenciado por clássicos do gênero como À meia-luz e Garota Exemplar. Segundo o IMDb, a trama de Mulher na Janela tece referências a 52 clássicos do cinema. Os autores clássicos favoritos de Finn incluem Graham Greene, Evelyn Waugh, Charles Dickens, Arthur Conan Doyle, Josephine Tey, Edmund Crispin e Patricia Highsmith. Algumas de suas influências contemporâneas incluem Andrea Camilleri, Gillian Flynn, Carl Hiaasen e Fred Vargas porque seus "romances policiais fornecem uma experiência além de meras emoções" e "exploram algo maior... seja uma exploração da saúde mental, traumas pessoais ou questões sociais maiores”.
Os críticos elogiaram a personagem Anna em A Mulher na Janela como uma protagonista feminina que não está preocupada com um interesse ou relacionamento amoroso. Em vez disso, “toda a sua complexidade e intensidade não tem nada a ver com um cônjuge infiel ou uma rejeição romântica” e “seus desafios e obstáculos são inteiramente dela”. AJ Finn disse que pretende "elaborar frases inteligentes e bem modeladas, assim como Gillian Flynn Tana French fazem, para que os leitores sintam que estão experimentando o chamado 'suspense literário'".

## Controvérsia
Em 2019, o New York Times investigou e rejeitou rumores de plágio devido a semelhanças entre A Mulher na Janela e outro suspense psicológico, Saving April, de Sarah A. Denzil. O Times revisou os esboços originais de A Mulher na Janela e concluiu que os pontos de trama semelhantes "foram todos incluídos nos esboços de A Mulher na Janela que o Sr. Mallory enviou ao seu agente literário no ICM no outono de 2015, antes que a Sra. Denzil começasse a escrever Saving April". Denzil não começou a escrever Saving April antes de outubro de 2015. O Washington Post também informou que “não há nenhuma sugestão real de plágio” no caso de Uma mulher na janela. A publicação comercial Publishers Lunch chegou à mesma conclusão .

## Adaptação
- The Woman in the Window (filme) (2021) Filme baseado em livro homônimo.